# Benedicto Enéas de Paula
Benedicto Enéas de Paula (Curitiba, 15 de fevereiro de 1825 — 9 de abril de 1911) foi um militar e político brasileiro.
O coronel Benedicto desempenhou variadas atividades na legislatura paranaense, como deputado provincial, vereador e presidente da câmara municipal de Curitiba. Paralelamente a sua vida pública, exerceu a atividade de juiz de paz, tesoureiro provincial e, por ocasião da instalação da província, recebeu o encargo de dirigir diversas obras públicas em sua cidade natal, dentre elas a do cemitério municipal.
Fez parte da Guarda Nacional, atingindo a patente de coronel.
No Centro Histórico de Curitiba encontra-se o Largo da Ordem que, desde 1917, leva o nome de Largo Coronel Enéas em homenagem a Benedicto Enéas de Paula.